# Cimes (film)
Pour plus de détails, voir Fiche technique et Distribution.
Cimes est un film québécois réalisé par Daniel Daigle sorti en 2019 et mettant en vedette Jean-Sébastien Courchesne et Antoine Pilon.

## Synopsis
Deux frères vivant à Montréal, Simon et Jules, découvrent à la mort de leur mère que leur père est toujours vivant alors qu'ils le croyaient mort depuis longtemps, victime d'un accident. Après avoir découvert où il demeure, les deux frères lui rendent visite aux confins de la province.

## Fiche technique
Source : IMDb et Films du Québec
- Titre original : Cimes
- Réalisation : Daniel Daigle
- Scénario : Daniel Daigle
- Musique : Pierre-Philippe Côté et Steven Doman
- Direction artistique : Audreey Lorrain
- Costumes : Amanda Genao Sanchez
- Maquillage et coiffure : Maude Pascale
- Photographie : Louis Lavoie Isebaert
- Son : Dominique Chartrand, James Duhamel
- Montage : Daniel Daigle
- Production : Joëlle Agathe (principale), Daniel Daigle, Louis Lavoie Isebaert
- Société de production : Aléas Films, Grande roue
- Sociétés de distribution : Osmose Distribution
- Pays de production :  Canada
- Tournage : octobre et novembre 2018 à Montréal, Saint-Jean-de-Matha, Saint-Jean-sur-Richelieu et Saint-Léonard-d'Aston
- Langue originale : français
- Format : couleur — format d'image : 2:1
- Genre : drame psychologique
- Durée : 83 minutes
- Dates de sortie :
  - Canada : 17 septembre 2019 (première au Festival de cinéma de la ville de Québec)
  - Canada : 15 juin 2021 (VSD)
- Classification :
  - Québec : 13 ans et plus[2]

## Distribution
- Jean-Sébastien Courchesne : Simon
- Antoine Pilon : Jules
- Richard Robitaille : Robert
- Noémie Godin-Vigneau : Cristelle
- Nathalie Doummar : Alice
- Charlotte Bégin : Anaïs
- Aude Lachapelle : infirmière
- Jacob Lemieux : jeune Simon
- Guy-Daniel Tremblay : notaire
- Cassandre Émanuel : serveuse